# Język moni
Język moni, także: djonggunu (a. jonggunu), megani (a. migani) – język transnowogwinejski używany w indonezyjskiej prowincji Papua. Według danych z 1991 roku posługuje się nim 20 tys. osób. 
Dominująca w literaturze nazwa „moni” pochodzi od ludu Ekari (Kapauku). Sama społeczność posługuje się formą „migani”. Wyróżniono dialekt awembak (awembiak).
Wczesne dane gramatyczne nt. tego języka zebrał misjonarz P. Drabbe. Powstały prace: Aantekeningen over twee talen... (1949), Spraakkunst der Moni-Taal (1959). Materiały poświęcone językowi moni sporządzili również William Cutts (wraz z żoną, oboje misjonarze) oraz Mildred O. Larson i Gordon F. Larson; ci drudzy są autorami słownika (Moni-Malay-English dictionary, 1956). Jest zapisywany alfabetem łacińskim.